# Свети синод Бугарске православне цркве
Свети синод Бугарске православне цркве (буг. Свети синод на Българската православна църква) јесте врховни орган Бугарске православне цркве, основан 1870. године заједно са оснивањем Бугарске егзархије. До 1914. године Свети синод је засједао у Цариграду, а од тада у Софији. Синод се састаје у пуном или непотпуном саставу, под предсједањем патријарха (до 1953. егзарха).

## Састав Светог синода
Чланови Светог синода Бугарске православне цркве су:

## Други епископи БПЦ
| Предсједник |                     |                                                                  |
| Име         | Датум рођења        | Епархија                                                         |
| -           | -                   | Патријарх бугарски и митрополит Софијски                         |
| Чланови     |                     |                                                                  |
| Име         | Датум рођења        | Епархија                                                         |
| Јоаникиј    | 2. март 1939.       | Сливенска епархија                                               |
| Јосиф       | 6. децембар 1942.   | Бугарска источноправославна епархија у САД, Канади и Аустралији  |
| Григориј    | 10. октобар 1950.   | Великотрновска епархија                                          |
| Игнатиј     | 10. мај 1938.       | Плевенска епархија                                               |
| Гаврил      | 16. јул 1950.       | Ловчанска епархија                                               |
| Николај     | 19. јул 1969.       | Пловдивска епархија                                              |
| Антониј     | 17. јануар 1978.    | Бугарска источноправославна епархија у западној и средњој Европи |
| Јоан        | 13. фебруар 1969.   | Варненска и великопреславска епархија                            |
| Серафим     | 4. јул 1974.        | Неврокопска епархија                                             |
| Наум        | 19. октобар 1968.   | Русенска епархија                                                |
| Кипријан    | 8. март 1976.       | Старозагорска епархија                                           |
| Григориј    | 19. септембар 1970. | Врачанска епархија                                               |
| Данил       | 2. март 1972.       | Видинска епархија                                                |
| Јаков       | 7. март 1971.       | Доростолска епархија                                             |

| Име       | Датум рођења        | Титула                         | Функција |
| --------- | ------------------- | ------------------------------ | --- |
| Галактион | 26. фебруар 1949.   | бивши Старозагорски митрополит | умировљен у Старозагорској епархији                                                                                       |
| Павел     | 12. јул 1957.       | Левкијски епископ              | епископ на располагању Светом Синоду                                                                                      |
| Инокентиј | 28. август 1963.    | Крупнишки епископ              | епископ на располагању Светом Синоду                                                                                      |
| Јаков     | 25. август 1956.    | Месемвријски епископ           | епископ на располагању Светом Синоду у Бачковском манастиру                                                               |
| Евлогиј   | 16. јун 1954.       | Адријанопољски епископ         | игуман Рилског манастира                                                                                                  |
| Тихон     | 26. мај 1945.       | Тивериопољски епископ          | епископ на располагању Светом Синоду                                                                                      |
| Сиониј    | 18. новембар 1969.  | Велички епископ                | игуман Тројанског манастира                                                                                               |
| Борис     | 10. март 1953.      | Агатоникијски епископ          | епископ на располагању Светом Синоду                                                                                      |
| Игнатиј   | 11. јул 1972.       | Проватски епископ              | епископ на располагању Светом Синоду                                                                                      |
| Јоан      | 29. новембар 1949.  | Главинички епископ             | епископ на располагању Светом Синоду у Рилском манастиру                                                                  |
| Арсениј   | 18. новембар 1986.  | Знепољски епископ              | први викар Пловдивског митрополита                                                                                        |
| Поликарп  | 21. септембар 1978. | Белоградчишки епископ          | викар Софијског митрополита                                                                                               |
| Јеротеј   | 1. фебруар 1977.    | Агатопољски епископ            | викар Сливенског митрополита                                                                                              |
| Герасим   | 2. новембар 1979.   | Мелнишки епископ               | главни секретар Светог Синод и предсједавајући црквеног настојатељство на спомен-храма Светог Александра Невског у Софији |
| Висарион  | 6. јул 1971.        | Смоленски епископ              | други викар Пловдивског митрополита                                                                                       |
| Михаил    | 9. фебруар 1981.    | Константијски епископ          | викар Ловчанског митрополита                                                                                              |
| Пахомиј   | 25. април 1978.     | Браницки епископ               | ректор Софијска богословија                                                                                               |